# Joseph Anton Laucher
Joseph Anton Laucher (* 17. Januar 1737 in Ebershausen; † 11. Oktober 1813 in Dillingen an der Donau) war ein deutscher Komponist, Musikpädagoge und Musikverleger.  

## Leben und Wirken
Joseph Anton Laucher wurde als zehntes und vorletztes Kind des Schullehrers Jacobus Laucher und seiner Ehefrau Maria Laucher, geb. Gonzalez, geboren. Es wird vermutet, dass er das Jesuitengymnasium Mindelheim besuchte. Seine Laufbahn als Lehrer begann er 1766  in Weißenhorn. Ab 1768 lehrte er in Wullenstetten (heute Senden) und ab 1772 in Burgau. Seit 1774 war er als Lehrer und Musikdirektor am Kollegiatstift St. Peter in der fürstbischöflichen Residenzstadt Dillingen sowie als Kirchenmusiker und Gesangslehrer, als Musikverleger und Musikalienhändler tätig.
Er unterrichtete auch seine Tochter Antonia Laucher und ihre jüngere Schwester Caecilia Katharina Eleonora (1787–1861), die beide später als Hofopernsängerinnen in Wien bekannt wurden. Seine Enkelin Marie Weiler war ebenfalls Sängerin und ging als solche und als Lebensgefährtin Johann Nestroys in die Theater- und Musikgeschichte ein.
Aufgrund seines musikpädagogischen Wirkens wurde Laucher als Vater der schwäbischen Lehrerbildung bezeichnet. Die Grundlagen seiner Musik- und Gesangspädagogik sind in seinem Sing-Fundament dargestellt.
Lauchers Kompositionen sind im Kontext seiner kirchenmusikalischen und pädagogischen Tätigkeit entstanden. So finden sich eingängige Hymnen für zwei Frauenstimmen, die sich auch für die Durchführung mit einem Kinderchor eignen.

## Ehrung
Die Josef-Anton-Laucher-Volksschule wurde nach ihm benannt. Sie ist durch die Zusammenlegung mit der Angelina-Egger-Volksschule in der Grundschule Dillingen a. D. aufgegangen.

## Werke

### Überliefert
- Die gewoehnlichen Vesper-Hymne für Soli, Chor, Str., 2 Hr., Ob. und Orgel, Agb. 1786, Staiger. 19 Kompos., darunter je ein

- Veni sancte spiritus
- Te Deum

- Das kleine Dilingische Gesangbüchgen, Dillingen 1787 (Dillinger Normalschulliederbuch, mit J. J. A. Schneller)
- Sacrificium mortuorum, drei Requiem zur Erinnerung an Joseph II., Leopold II. und die Gemahlin Franz des II. (I.) Elisabeth Wilhelmine für Soli, Chor, Str., 2 Hr., 2 Klar. und Orgel op. 2, Dst. 1792, Boßler
- Sing-Fundament. Kurzer und deutlicher Unterricht in der Singkunst, Stadt- und Hochstift-Museum Dillingen
- Hymnen, Offertorien, Miserere, Duetto de la Santissima Vergine Maria, u. a. in D-DO, D-DBk, D-TEGha[2]

### Als verschollen geltend
- Abschieds Ode[6]
- Formula votiva[6]
- Improperia[6]
- Responsorien[6]
- Melodien zu Die siegende Unschuld in einem Schauspiele[6]
- Melodien zu  Texten von Krämers Schulgesängen[6]
- Melodien zu Texten des Mildheimischen Liederbuchs[6]